# Proevippa
Proevippa Purcell, 1903 è un genere di ragni appartenente alla famiglia Lycosidae.

## Distribuzione
Le 11 specie note di questo genere sono state reperite nell'Africa meridionale: 9 di esse sono state reperite nella Repubblica Sudafricana.

## Tassonomia
L'aracnologo Russell-Smith, in un suo lavoro del 1981, sinonimizzò Chaleposa Simon, 1910, con questo genere, utilizzando però come valido, in modo erroneo, Chaleposa, che è la denominazione più giovane .
Non sono stati esaminati esemplari di questo genere dal 1995.
Attualmente, a novembre 2017, si compone di 11 specie:
1. Proevippa albiventris (Simon, 1898) — Namibia, Sudafrica
2. Proevippa biampliata (Purcell, 1903) — Sudafrica
3. Proevippa bruneipes (Purcell, 1903) — Sudafrica
4. Proevippa dregei (Purcell, 1903) — Sudafrica
5. Proevippa eberlanzi (Roewer, 1959) — Namibia
6. Proevippa fascicularis (Purcell, 1903) — Sudafrica
7. Proevippa hirsuta (Russell-Smith, 1981) — Sudafrica
8. Proevippa lightfooti Purcell, 1903[2] — Sudafrica
9. Proevippa schreineri (Purcell, 1903) — Sudafrica
10. Proevippa unicolor (Roewer, 1960) — Congo
11. Proevippa wanlessi (Russell-Smith, 1981) — Sudafrica

### Sinonimi
- Proevippa bisinuata (Purcell, 1903); posta in sinonimia con P. schreineri (Purcell, 1903) a seguito di uno studio dell'aracnologo Russell-Smith del 1981[1].
- Proevippa coccineoplumosa (Simon, 1898); posta in sinonimia con P. albiventris (Simon, 1898) a seguito di uno studio dell'aracnologo Russell-Smith del 1981.
- Proevippa cretata (Purcell, 1903); trasferita dal genere Geolycosa e posta in sinonimia con P. bruneipes (Purcell, 1903) a seguito di uno studio dell'aracnologo Russell-Smith del 1981.

### Specie trasferite
- Proevippa ovambica Lawrence, 1927; trasferita al genere Evippomma Roewer, 1959[1].
- Proevippa strandi Lessert, 1926; trasferita al genere Evippa Simon, 1882.